# 평택 분기점
평택 분기점(Pyeongtaek Junction, 평택JC)은 경기도 평택시 청북읍 백봉리와 토진리에 걸쳐 설치된 평택파주고속도로와 평택제천고속도로가 만나는 분기점이다. 2009년 10월 29일에 개통되었다. 이 분기점의 진출입로에는 요금 정산을 위해 진출입 요금소가 설치되어 있다. 건설 당시 가칭은 백봉 분기점이었다.

## 연혁
- 2007년 10월 11일 : 분기점 신설을 위해 평택시 도시계획시설 교통광장에 청북면 백봉리, 토진리 일원을 백봉 분기점으로 고시[2]
- 2009년 10월 29일 : 평택화성고속도로 개통과 함께 평택 분기점으로 영업 개시[3]

## 구조물 정보
- 위치: 경기도 평택시 청북읍 백봉리, 토진리
- 영업소: 경기도 평택시 청북읍 백봉길 178-54

## 접속하는 노선

### 평택・파주방면
- 평택파주고속도로 (2번)

### 평택・제천방면
- 평택제천고속도로 (2-1번)

## 교통량 정보
평택파주고속도로와 평택제천고속도로간 분기하기 위해 평택 요금소를 이용한 차량 기준이다.
| 요금소        | 통행량 (대/일) | 통행량 (대/일) | 통행량 (대/일) | 통행량 (대/일) | 통행량 (대/일) | 통행량 (대/일) | 통행량 (대/일) | 통행량 (대/일) | 통행량 (대/일) | 통행량 (대/일) | 각주  |
| 요금소        | 2002년         | 2003년         | 2004년         | 2005년         | 2006년         | 2007년         | 2008년         | 2009년         | 2010년         | 2011년         | 각주  |
| ------------- | -------------- | -------------- | -------------- | -------------- | -------------- | -------------- | -------------- | -------------- | -------------- | -------------- | ----- |
| 평택 (폐쇄식) | 미개통         | 미개통         | 미개통         | 미개통         | 미개통         | 미개통         | 미개통         | 4,209          | 7,804          | 9,869          | [ 4 ] |
| 요금소        | 2012년         | 2013년         | 2014년         | 2015년         | 2016년         | 2017년         | 2018년         | 2019년         |                |                | [ 4 ] |
| 평택 (폐쇄식) | 10,577         | 11,384         | 12,372         | 13,008         | 14,385         | 19,001         | 20,048         | 20,790         |                |                | [ 4 ] |

## 사진

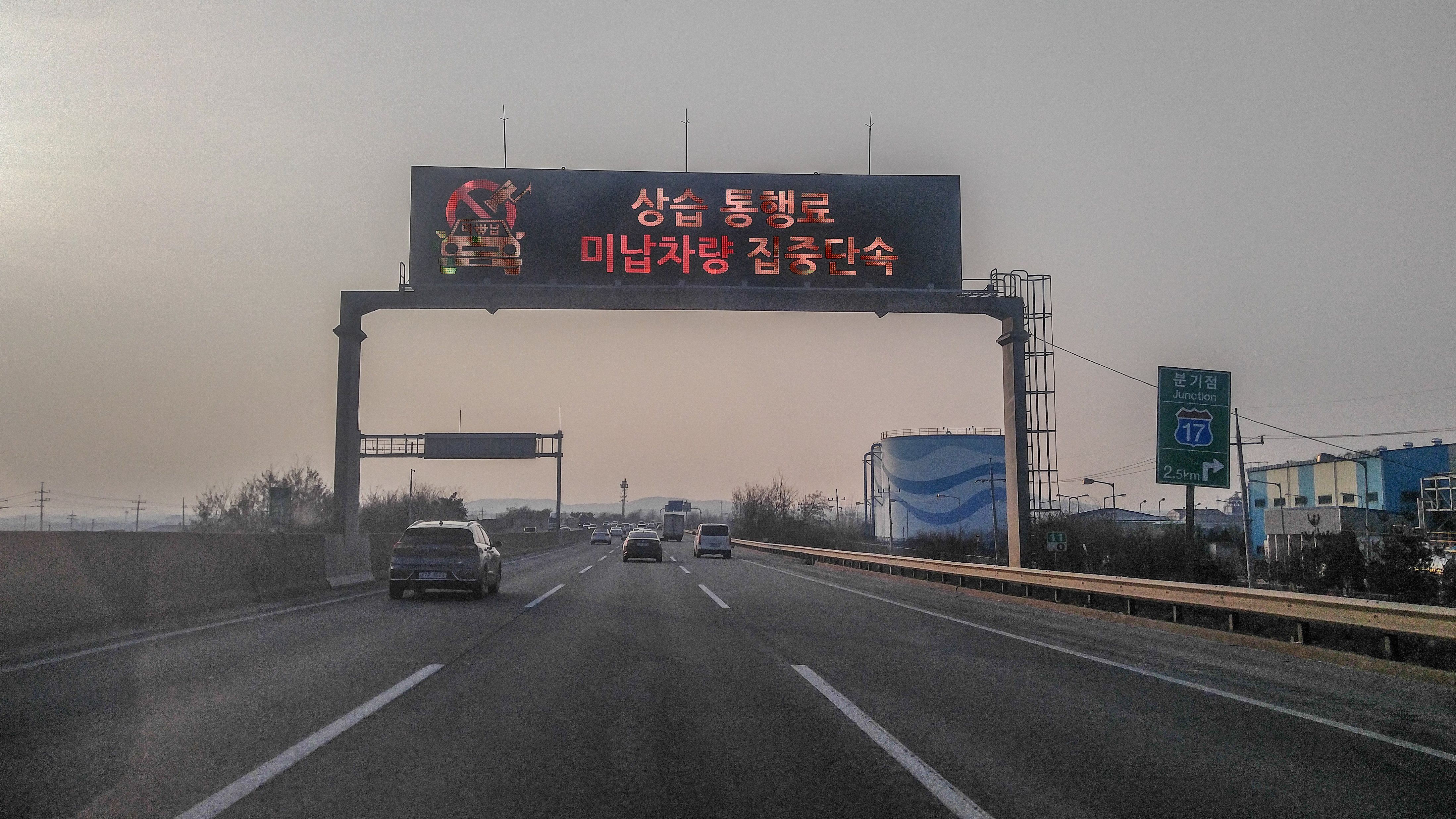
평택제천선 2.5km 표지판 (평택 방면)
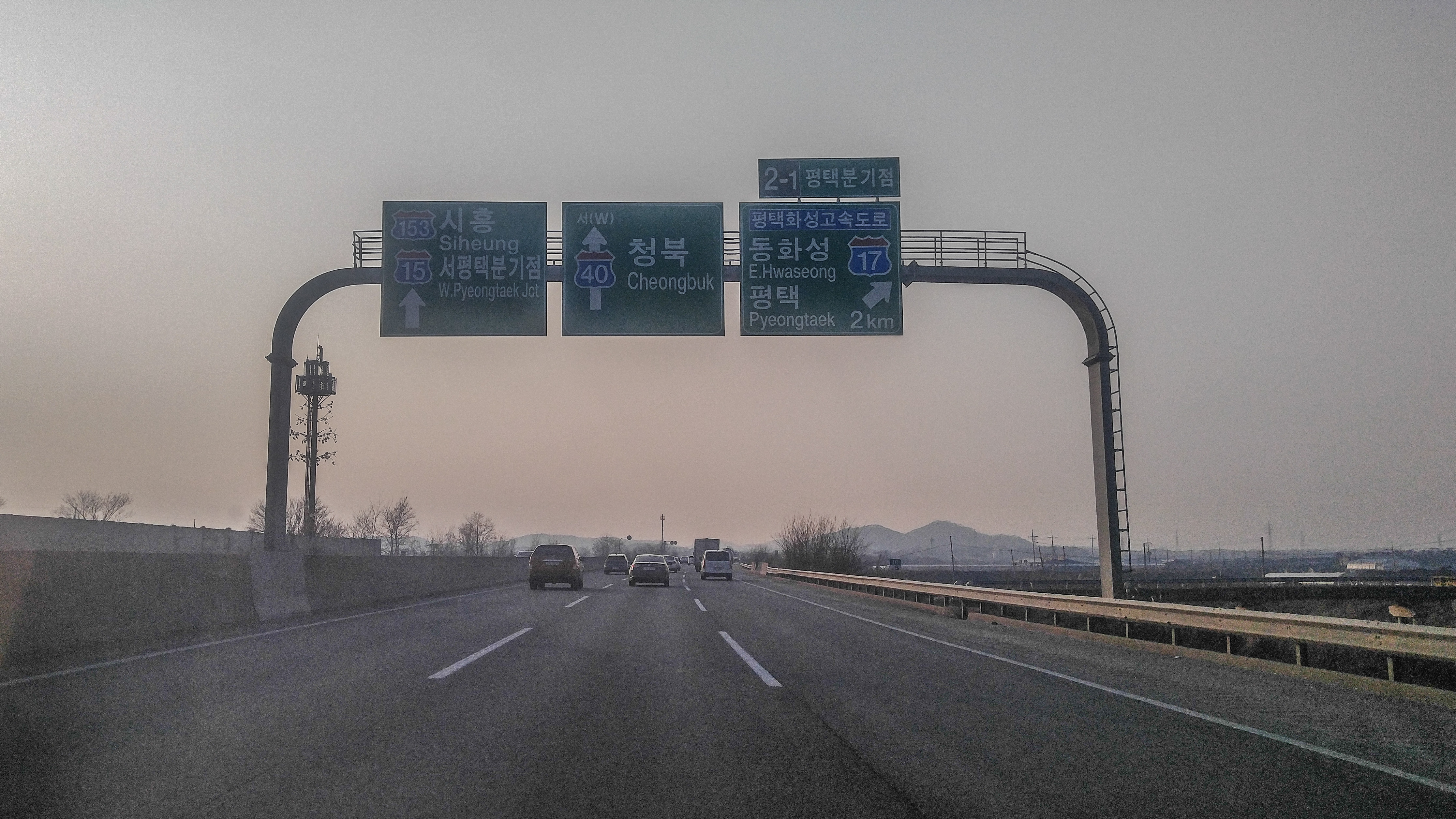
평택제천선 2km 표지판 (평택 방면)
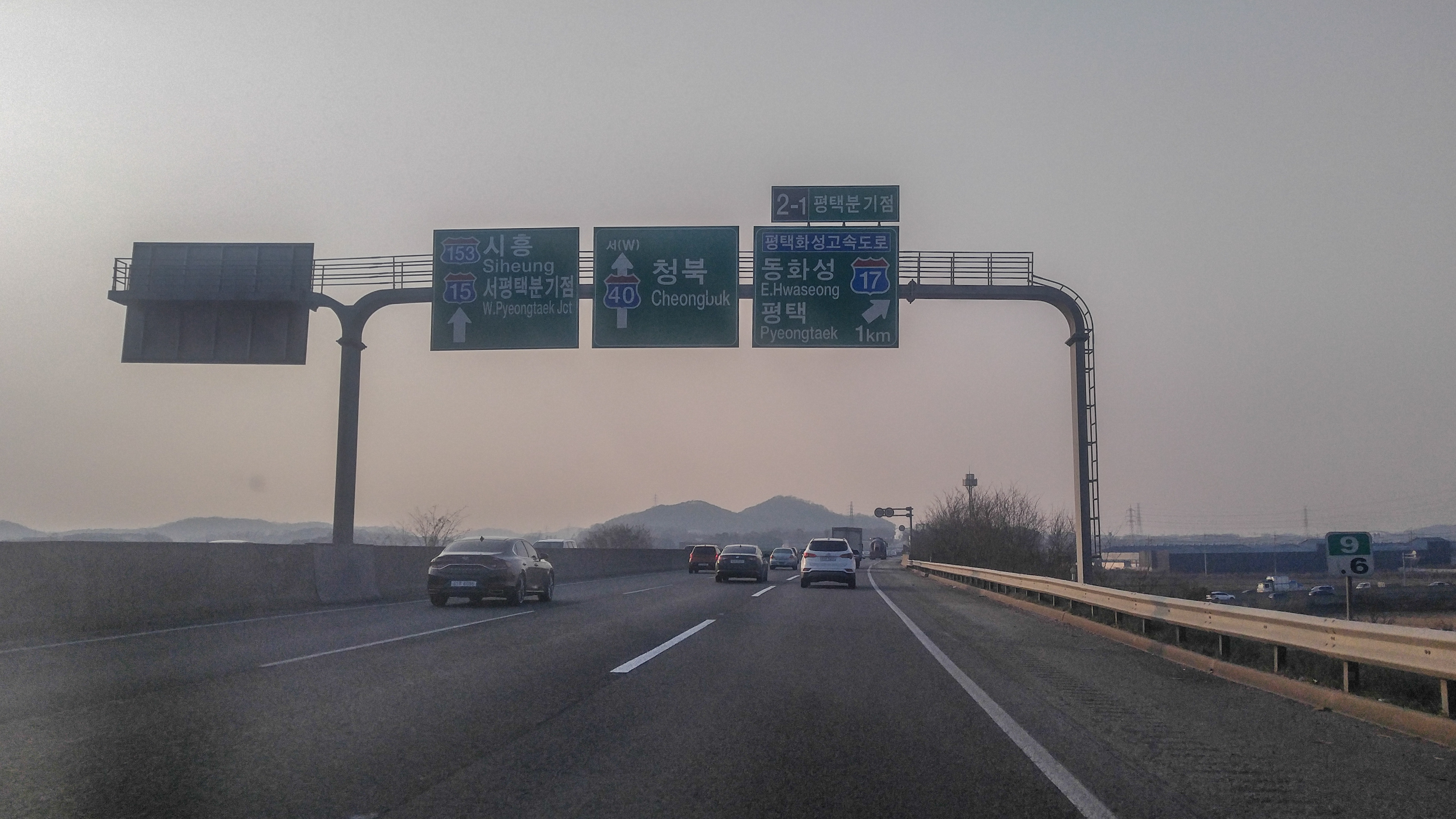
평택제천선 1km 표지판 (평택 방면)
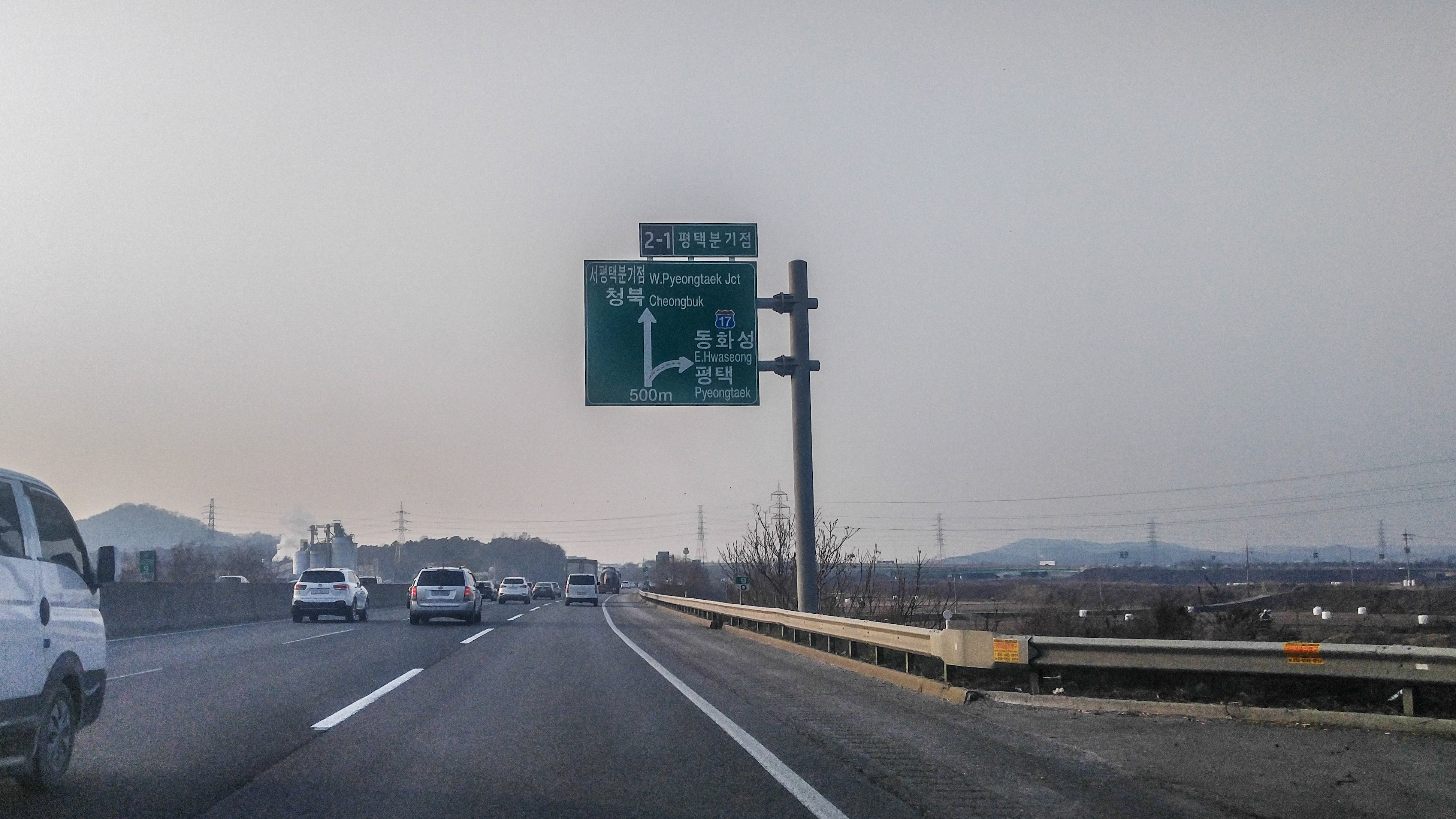
평택제천선 500m 표지판 (평택 방면)
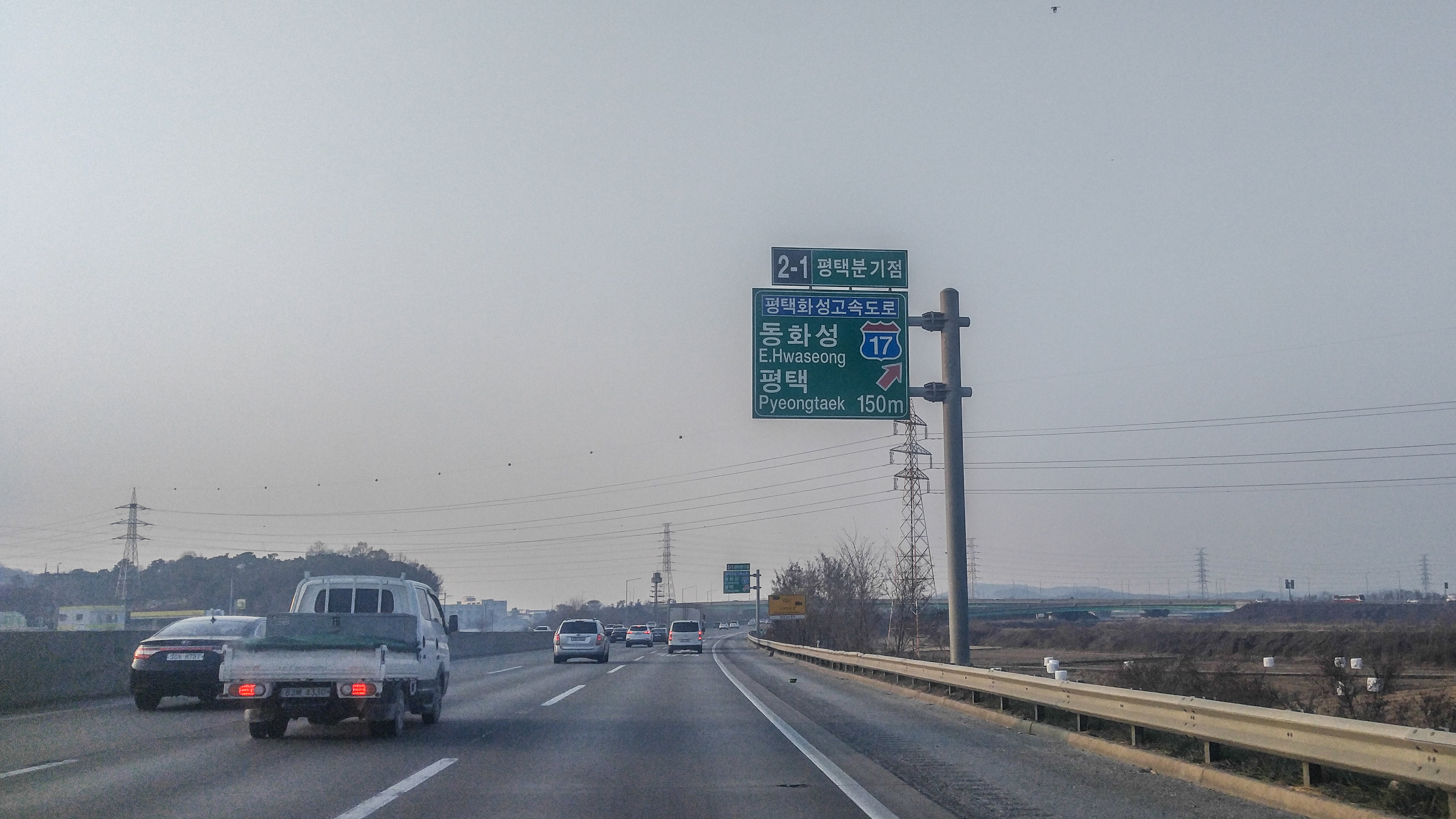
평택제천선 150m 표지판 (평택 방면)
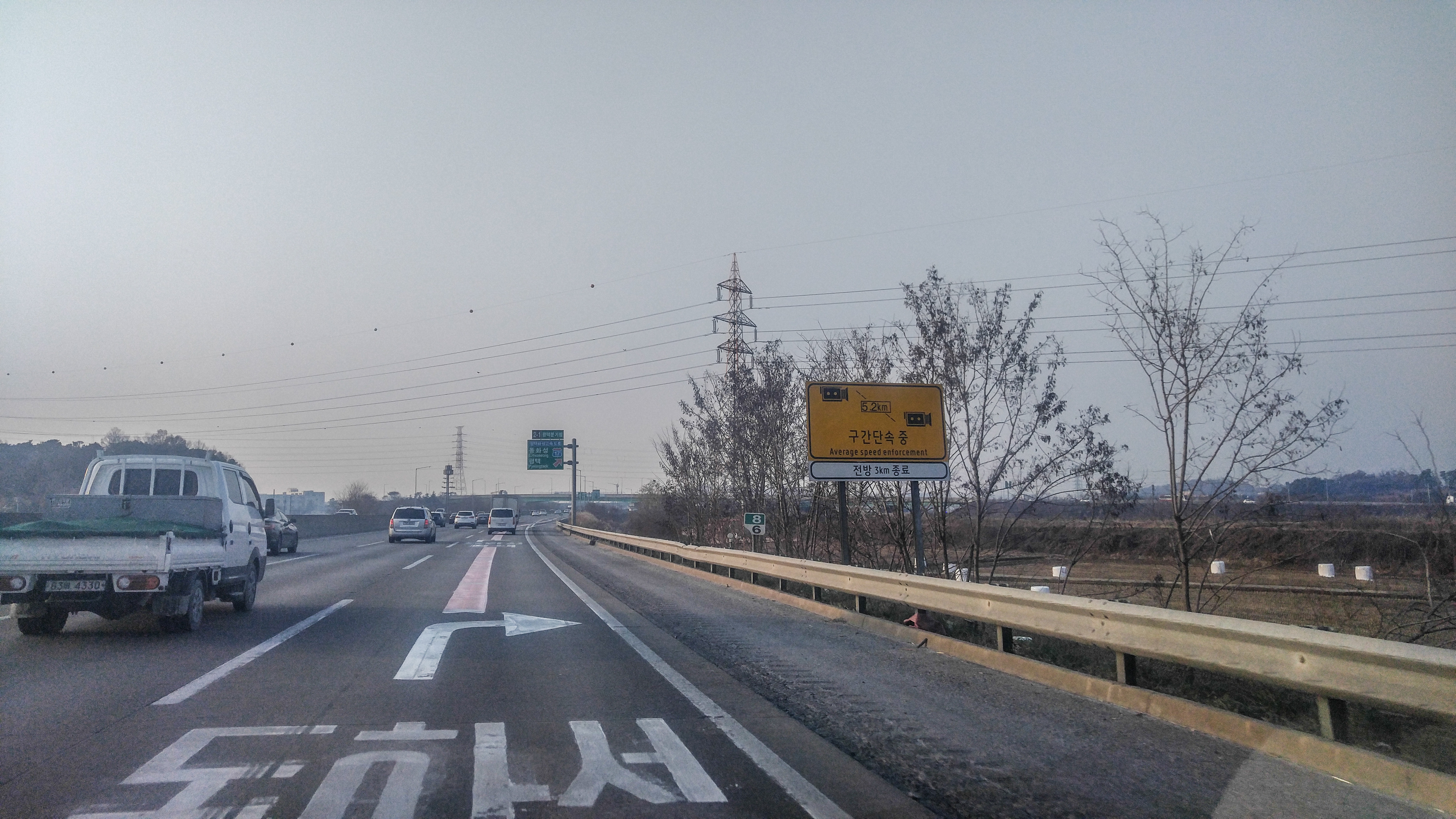
평택제천선 표지판 (평택 방면)
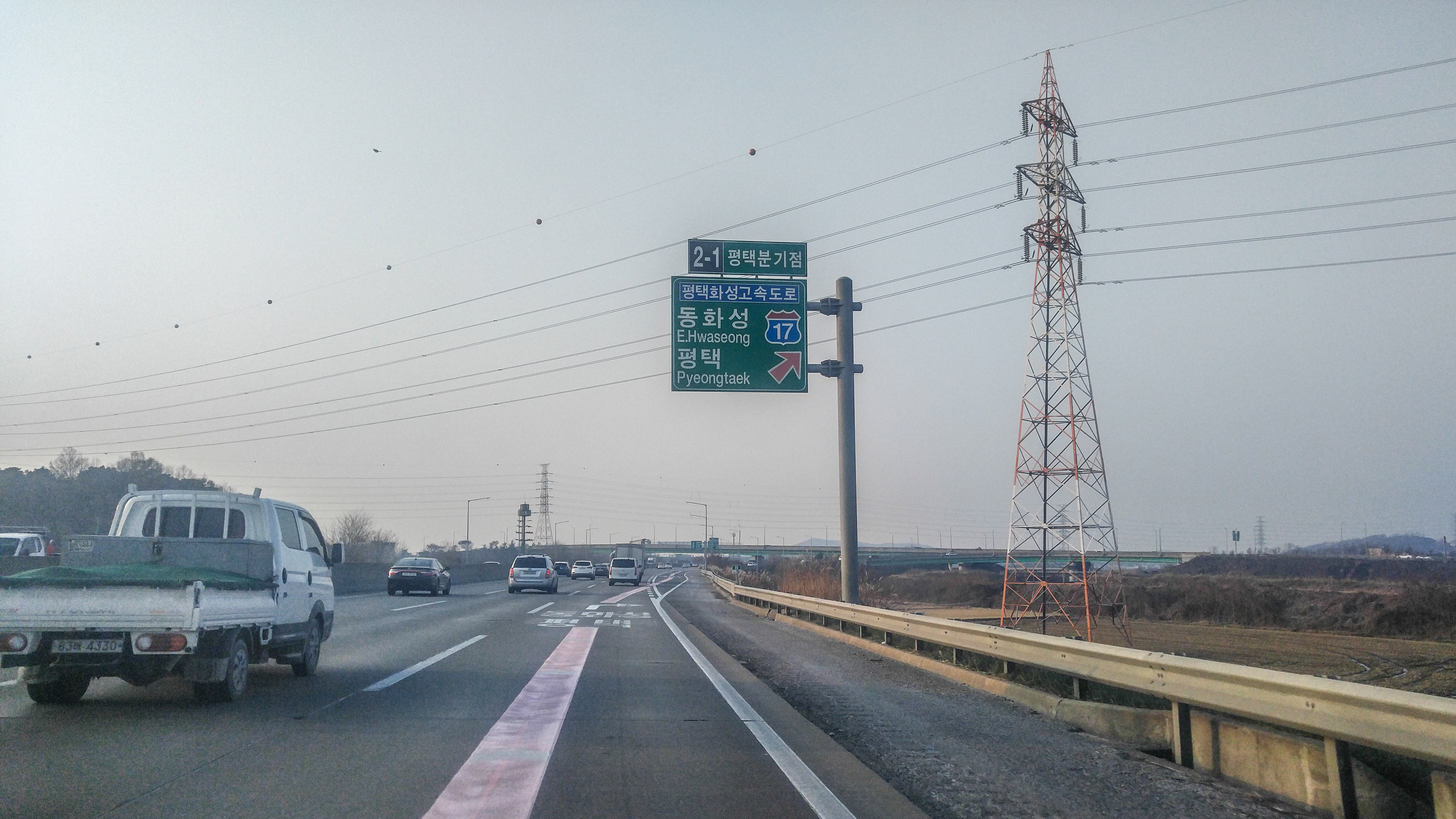
평택제천선 표지판 (평택 방면)
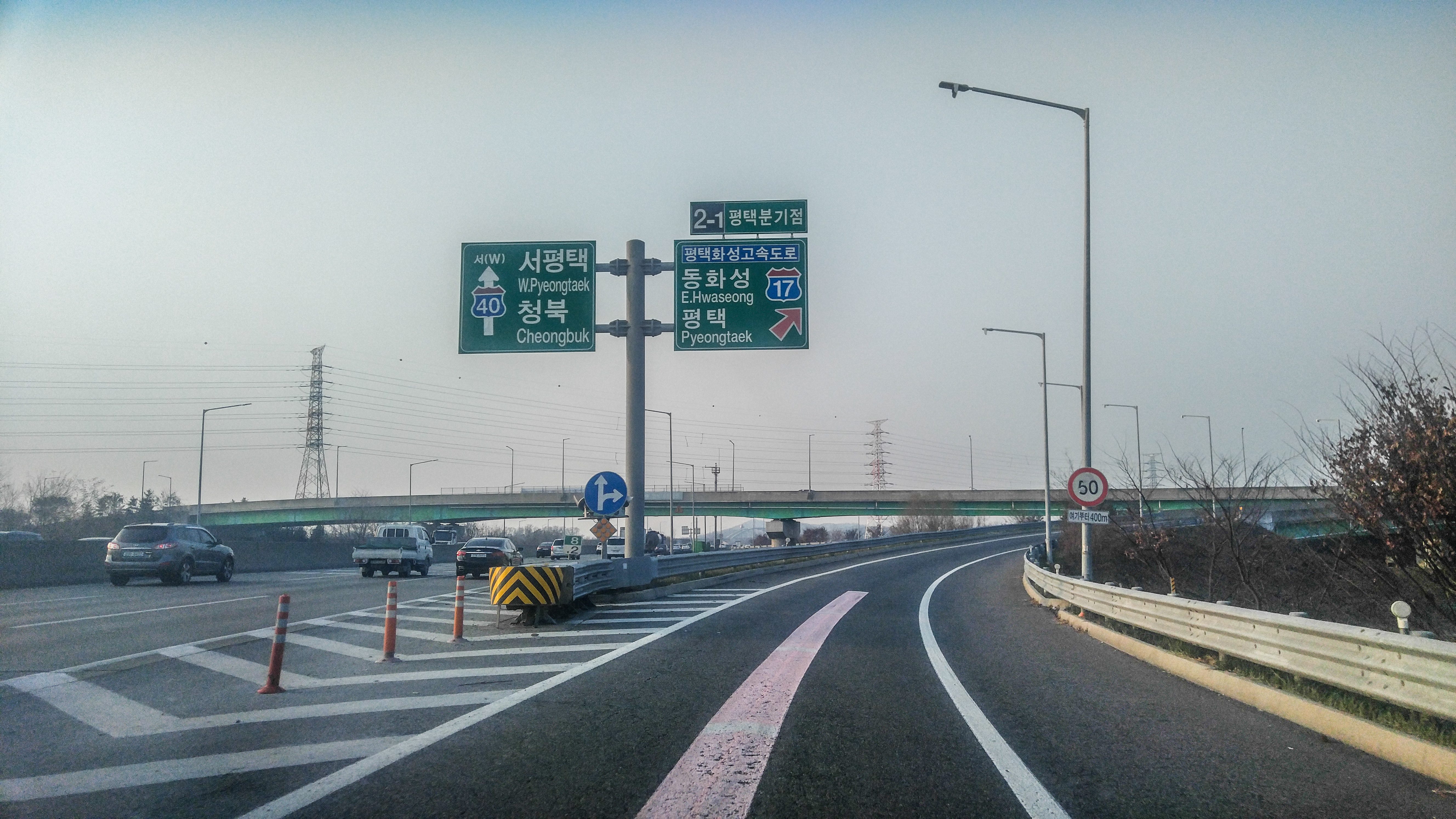
평택제천선 분기부 표지판 (평택 방면)
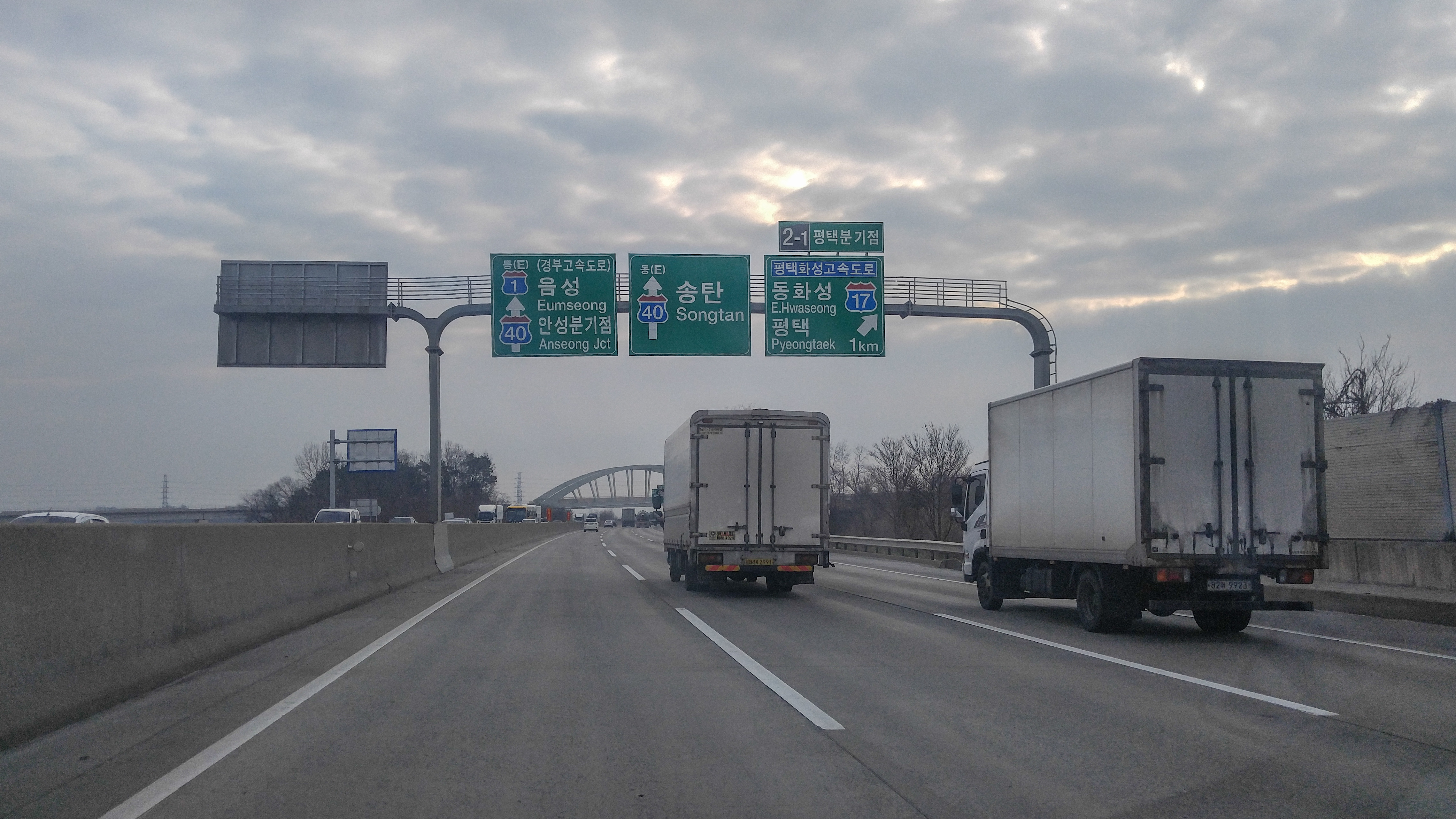
평택제천선 1km 표지판 (제천 방면)
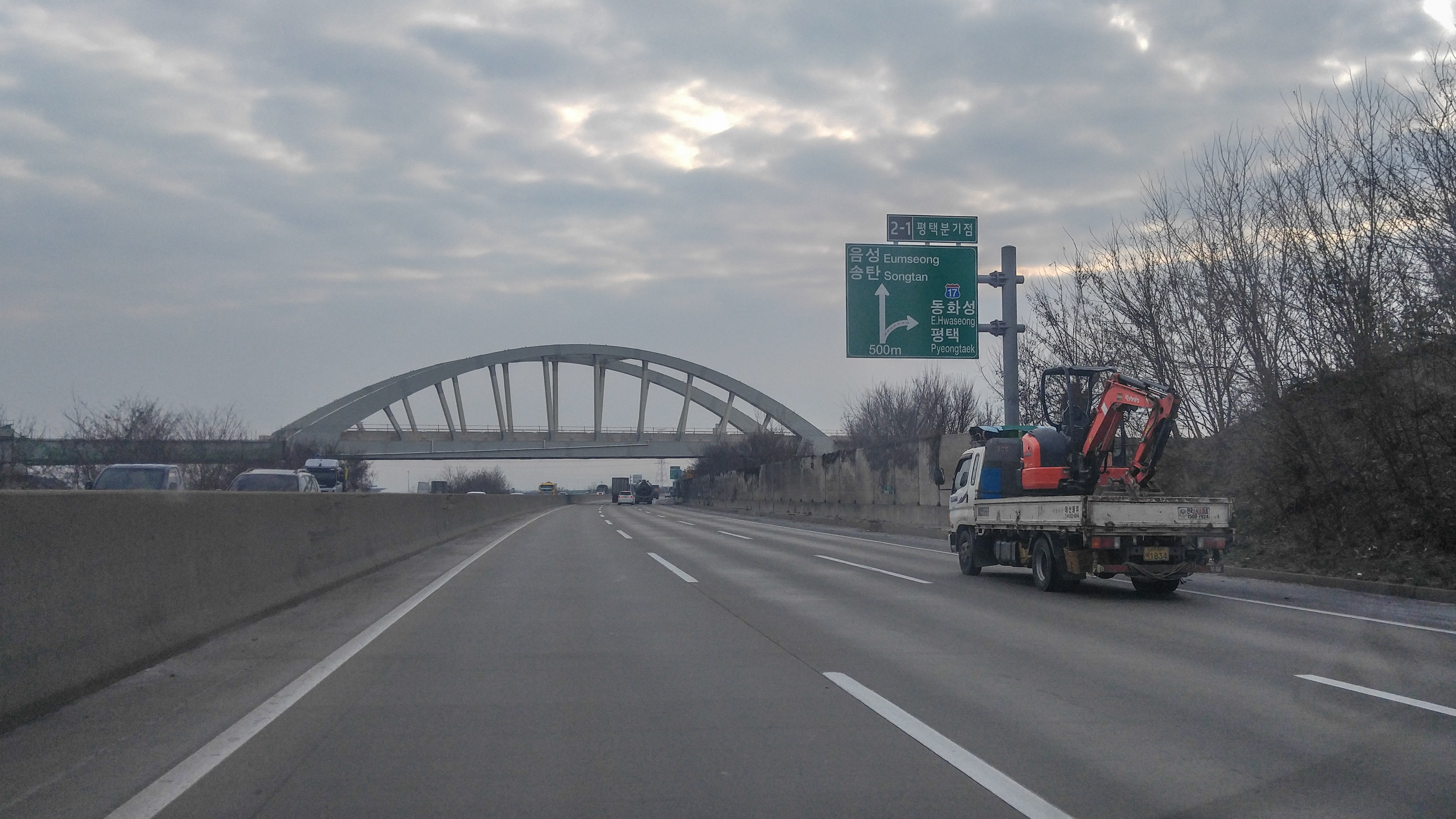
평택제천선 500m 표지판 (제천 방면)
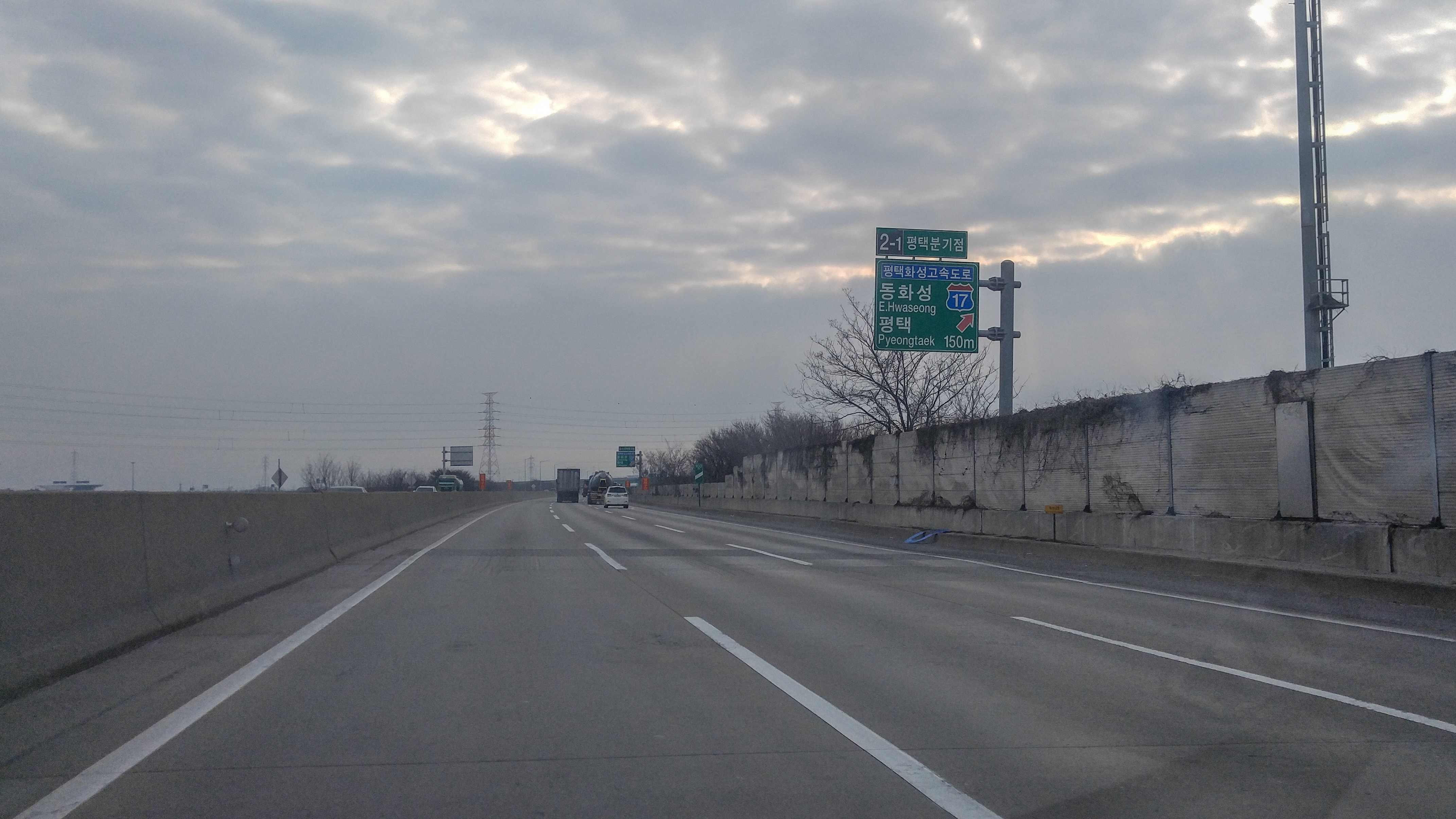
평택제천선 150m 표지판 (제천 방면)
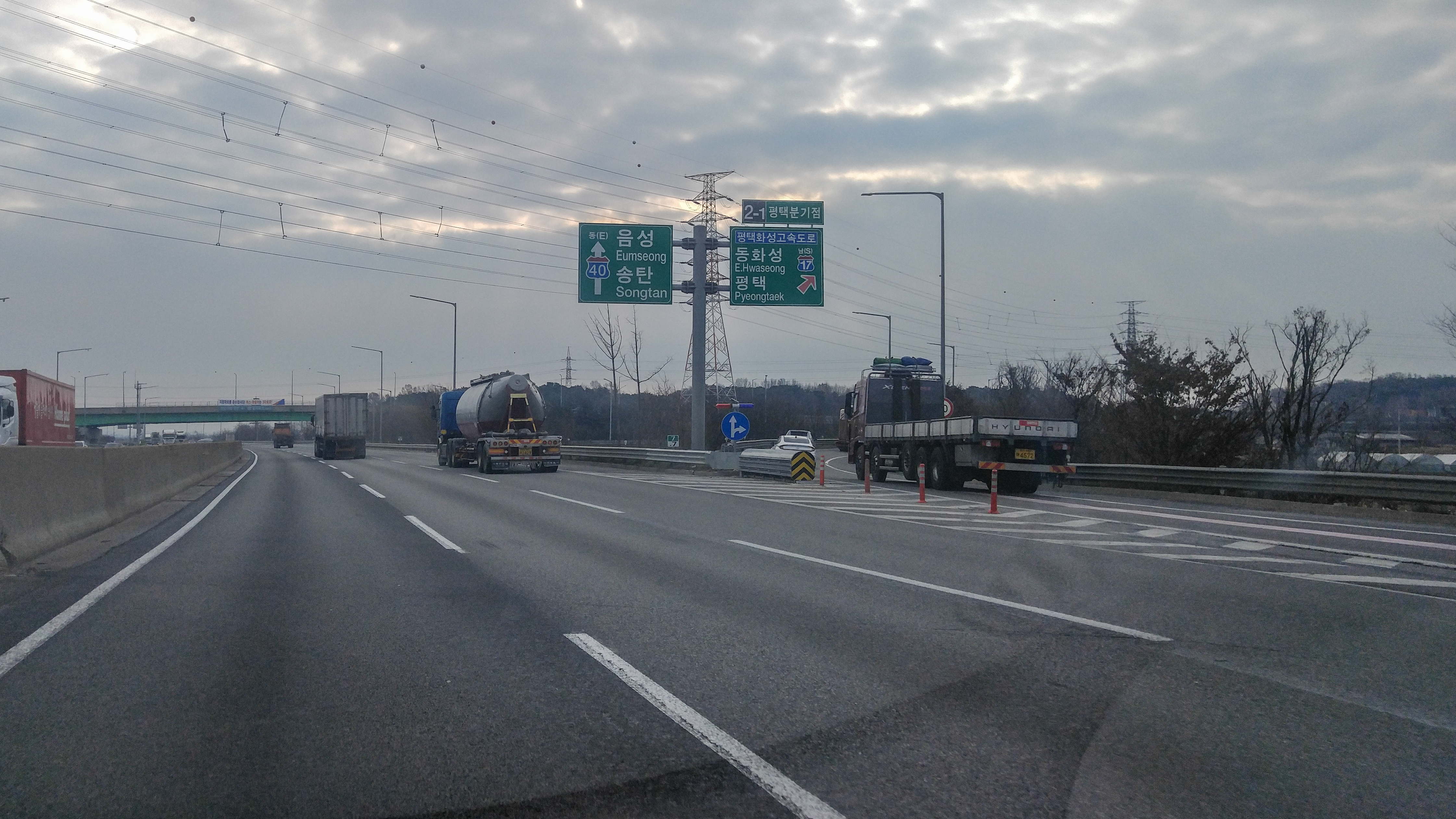
평택제천선 분기부 표지판 (제천 방면)
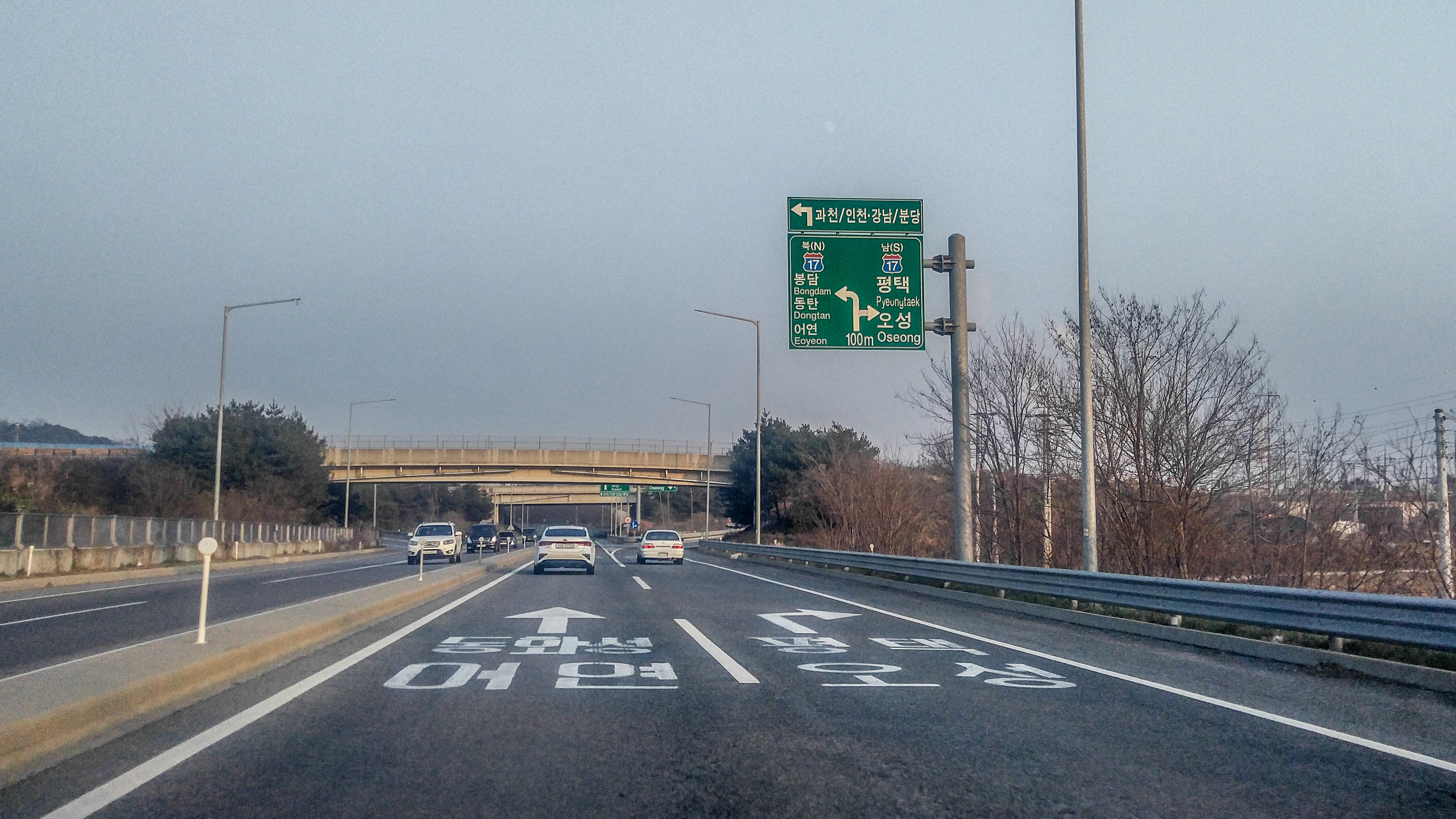
평택제천선 램프 100m 표지판
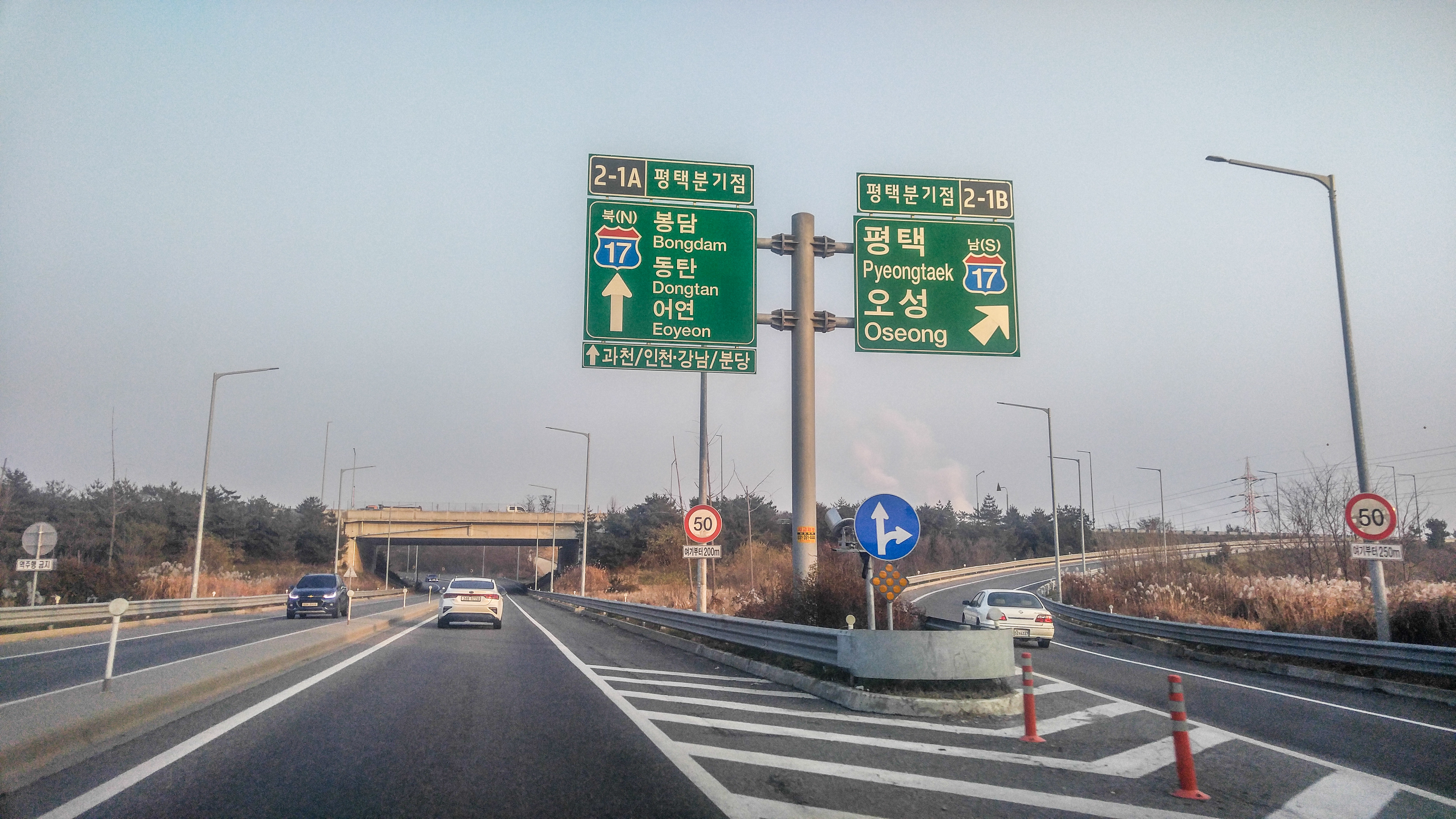
평택제천선 램프 분기부 표지판